# Yaaqoub Boutros Awwad
Yaaqoub Awwad (in arabo: يعقوب الرابع عوّاد; Hasroun, ... – 12 febbraio 1733) è stato arcieparca di Tripoli e patriarca della Chiesa maronita con il nome di Yaaqoub IV Boutros (in italiano: Giacomo IV Pietro).
Nelle fonti latine è chiamato Iacobus Petrus Evodius Hasruensis.

## Biografia
Yaaqoub Awwad nacque a Hasroun in Libano. Dopo aver studiato a Roma per tredici anni, divenne segretario del patriarca Estephan Boutros El Douaihy, che nel 1698 lo consacrò arcieparca di Tripoli.
Il sinodo dei vescovi maroniti lo elesse patriarca il 6 novembre 1705, succedendo a Jibra'il al-Bluzani. Con il breve Romani pontificis del 21 febbraio 1706 fu confermato da papa Clemente XI, che il 21 marzo successivo, con il breve Cum nos nuper, gli concesse il pallio.
Nell'elezione Yaaqoub Awwad non era riuscito a raccogliere il consenso di tutto l'episcopato maronita, e gli oppositori ben presto cominciarono a manifestare il loro dissenso verso una persona (FR)  «qui ne savait pas gagner la sympathie de son clergé et de son peuple». I dissensi si trasformarono in seguito in vere e proprie accuse, che spinsero i vescovi a perseguire il patriarca con un regolare processo, convocato nel monastero dei Santi Sergio e Bacco di Rayfoun nel 1710. L'assemblea decise di deporre Yaaqoub Awwad, accusato «dei crimini i più inverosimili», e di rinchiuderlo nel monastero di Loaisah nel Kisrawan. In seguito, fu nominato un nuovo patriarca nella persona di Youssef Moubarak originario di Rayfoun, il quale inviò a Roma tramite l'arciveparca Giorgio Benjamin la necessaria documentazione per la conferma papale.
La Santa Sede, sorpresa delle gravi accuse rivolte al patriarca e della procedura senza precedenti utilizzata dal sinodo della Chiesa maronita, ordinò un'inchiesta, affidata al francescano Lorenzo di San Lorenzo. I vescovi maroniti, temendo che Roma non appoggiasse le iniziative prese, spinse l'ex patriarca Yaaqoub Awwad a rassegnare spontaneamente le dimissioni, il 13 agosto 1711; lo stesso giorno, alla presenza del legato apostolico frate Lorenzo, Youssef Moubarak fu nuovamente eletto patriarca. Con questa manovra si cercò di mascherare la forzata deposizione del legittimo patriarca, il tutto con l'avallo del legato apostolico. Yaaqoub Awwad ebbe tuttavia un insperato sostegno nel console francese del Libano, Poullard, che fece trasferire il patriarca dimissionario a Saida sotto la protezione del consolato francese; ed in un giovane prete maronita di stanza a Roma, Giuseppe Simone Assemani.
Nel frattempo frate Lorenzo di San Lorenzo inviò a Roma la relazione finale della sua inchiesta, in base alla quale Propaganda Fide l'8 maggio 1713 dichiarò ingiusta ed illegale la condanna di Yaaqoub Awwad ed invalide le sue dimissioni, ed ordinò il reintegro di Awwad nelle sue funzioni patriarcali e la deposizione dell'antipatriarca Youssef Moubarak. Queste decisioni furono confermate da papa Clemente XI con il breve Nationem vestram del 30 giugno 1713.
La decisione della Santa Sede fu attuata in Libano grazie all'opera di Poullard, che fece intronizzare personalmente Yaaqoub Awwad nella residenza patriarcale di Qannubin. Tutta la nazione maronita accettò senza problemi le sentenze della Santa Sede. L'8 settembre 1713 morì Youssef Moubarak e ai primi di gennaio del 1714 Awwad riprese possesso del monastero di Qannubin. La sottomissione e la fedeltà dei Maroniti alla Chiesa di Roma valsero un elogio diretto di Clemente XI all'intera Nazione maronita il 18 agosto 1714.
Dopo un lungo pontificato, Yaaqoub Awwad morì nel monastero di Mar Challita (nel Kisrawan) il 12 febbraio 1733.

## Genealogia episcopale e successione apostolica
La genealogia episcopale è:
- Patriarca Youhanna Bawab
- Patriarca Jirjis Rizqallah
- Patriarca Stefano Douayhy
- Patriarca Yaaqoub Boutros Awwad

La successione apostolica è:
- Vescovo Elias al Gemayel (1706)
- Patriarca Semaan Boutros Awwad (1716)
- Vescovo Abdallah Qaraali, O.L.M. (1716)
- Vescovo Elias Mhasseb (1717)
- Vescovo Gabriel Germanos Farhat, O.L.M. (1725)
- Vescovo Philippe al Gemayel (1726)
- Patriarca Youssef Boutros Dergham El Khazen (1728)
- Patriarca Toubia Boutros El Khazen (1733)